# Herzogtum Kurland und Semgallen
Das Herzogtum Kurland und Semgallen (lateinisch Ducatus Curlandiae et Semigalliae, polnisch Księstwo Kurlandii i Semigalii) war ein feudales Staatswesen im Baltikum, das von 1561 bis 1795 existierte. Durch die Dritte Teilung Polens wurde das Herzogtum vom Russischen Reich annektiert. Es umfasste die Landschaften Kurland und Semgallen, die heute zu Lettland gehören.
Das Herzogtum entstand, als die weltliche katholisch dominierte livländische Landesherrschaft des Deutschordensstaates 1561 durch den letzten Landmeister in Livland, Gotthard Kettler, in ein protestantisches Herzogtum umgewandelt wurde. Dabei wurde der Deutsche Orden in Livland in seiner Eigenschaft als Ordensgemeinschaft säkularisiert.
Das Herzogtum Kurland und Semgallen stand ab seiner Entstehung bis zur Auflösung unter der Suzeränität Polen-Litauens.

## Geschichte

### Entstehung
Ein russischer Vorstoß nach Livland 1558 durch Iwan IV. („der Schreckliche“) eröffnete den Livländischen Krieg. Als Friedrich II. von Dänemark für seinen Bruder Magnus von Holstein die Bistümer Ösel-Wiek und Kurland erwarb, griff Schweden ein, dem sich Estland mit Reval unterstellte. Der Staat des Deutschen Ordens war den Gegnern nicht gewachsen und suchte in Litauen eine Schutzmacht.
Gotthard Kettler wurde 1559 Landmeister in Livland. Nach Abschluss der Union von Wilna im Jahre 1561 ließ Kettler sich von Polen-Litauen mit dem zum Herzogtum erhobenen Kurland, zu dem auch Semgallen gehörte, belehnen. Im Unterwerfungsvertrag ließen sich der Herzog und die Stände vom polnisch-litauischen König dreierlei bestätigen:
1. die freie Religionsausübung gemäß dem Augsburgischen Bekenntnis
2. „deutsche Obrigkeit“, also die Selbstverwaltung und die Besetzung der Stellen aus dem Indigenat, das heißt aus den eigenen Reihen des deutschsprachigen kurländischen Adels und der einheimischen Beamtenschaft
3. die fortdauernde Anwendung deutschen Rechtes

Nicht zum Herzogtum gehörte die Gegend um Pilten, die nicht zum Ordensstaat gehört, sondern das unabhängige Territorium der Bischöfe von Kurland gebildet hatte und nach dem Tod von Bischof Magnus von Dänemark als Teil des Herzogtums Livland direkt an Polen fiel. Kettler starb am 17. Mai 1587 in Mitau, seine Nachkommen herrschten in Kurland bis 1737.
Nach dem Tod Herzog Gotthard Kettlers teilten sich seine Söhne Wilhelm und Friedrich 1595 das Herzogtum in das westliche Kurland und das östliche Semgallen. Wilhelm überwarf sich mit dem Landadel, der durch die polnischen Oberherren unterstützt wurde, und musste schließlich das Land verlassen. Friedrich konnte damit 1616 beide Landesteile wieder vereinen. Durch die Polnisch-schwedischen Kriege von 1600–1629 um die Vorherrschaft im Baltikum war Kurland im Ergebnis weniger betroffen. 1629 eroberte Gustav II. Adolf von Schweden Livland bis auf die Gegend um Dünaburg, also Polnisch-Livland. Kurland aber blieb weiterhin ein selbständiges Herzogtum unter polnischer Oberhoheit.

### Blütezeit und schwedische Besetzung
Unter Herzog Jakob Kettler (Regierungszeit 1642–1682) erreichte Kurland seine höchste wirtschaftliche Blüte. Der weltgewandte Herzog war ein Anhänger kaufmännischer Ideen und suchte Handelsbeziehungen nicht nur zu den direkten Nachbarn, sondern auch nach England, Frankreich, Portugal und anderen. Schiffbau und Metallverarbeitung wurden gefördert. Die kurländischen Hafenstädte Windau (Ventspils) und Libau (Liepāja) wurden Heimathäfen einer der größten europäischen Handelsflotten. Mehrfach versuchte Kurland, Kolonien in Tobago (Neukurland) und am Gambia-Fluss (James Island) aufzubauen (siehe dazu Kurländische Kolonialgeschichte). Dies führte zu Konflikten mit anderen Kolonialmächten und Einheimischen, die das kleine Kurland nur mit Schwierigkeiten bewältigte.
Das Ende des kurländischen Kolonialismus kam mit dem zweiten schwedisch-polnischen Krieg von 1655 bis 1660: 1655 fiel die schwedische Armee in das reiche Kurland ein und verwüsteten es. 1658 geriet der Herzog durch Robert Graf Douglas in schwedische Gefangenschaft. Die Kolonien fielen an die Niederlande und England, die Handelsflotte wurde weitgehend vernichtet. Nach dem Friedensschluss konnte Tobago zwar zurückgewonnen werden, aber die Wirtschaftskraft Kurlands war zerstört. Im Nordischen Krieg von 1674 bis 1679 fiel die schwedische Armee im Oktober 1678 von Livland in Kurland ein, um von dort Ostpreußen anzugreifen.
Der Sohn von Herzog Jakob, Friedrich Kasimir Kettler (Regierungszeit 1682–1698), führte zwar die handelspolitischen Ansätze seines Vaters fort, konnte aber den weiteren Niedergang der Wirtschaft nicht verhindern, zumal er eine aufwändige Hofhaltung betrieb. Zur Finanzierung verkaufte er Tobago an britische Kolonisten. Unter Friedrich Kasimirs Sohn Friedrich Wilhelm Kettler (Regierungszeit 1698–1711), der minderjährig unter der Vormundschaft seines Onkels Ferdinand und seiner Mutter regierte, hatte das Land während des Großen Nordischen Kriegs infolge der Invasion der Schweden (1700–1703 und 1704–1709) stark zu leiden und wurde zeitweilig von einem schwedischen Statthalter verwaltet.

### Im Spannungsfeld zwischen Polen und Russland
Der junge Herzog, der inzwischen in Deutschland erzogen worden war, hatte kaum sein Land zurückerhalten, als er 1711 unmittelbar nach seiner Vermählung mit der russischen Prinzessin Anna Iwanowna starb. Die verwitwete Herzogin Anna nahm unter dem Schutz von Peter I., ihrem Onkel, ihren Witwensitz zu Mitau.
Zwar trat nun der Onkel ihres Gemahls, Herzog Ferdinand Kettler, die Regierung an, lebte aber fortwährend im Ausland. Als die herzogliche Kammer ein verpfändetes Gut einziehen wollte und dabei der Pfandinhaber, Oberst v. Fircks, erschossen wurde, beschwerte sich der Adel in Warschau, und der polnische Oberlehnshof ordnete eine Landesverwaltung an, deren Endzweck es war, Kurland nach dem Tode des kinderlosen Ferdinand als ein eröffnetes Lehen förmlich mit Polen zu vereinigen. Um dies zu verhindern, wählten die kurländischen Stände 1726 den Sohn des Königs von Polen, Moritz Graf von Sachsen, zum Herzog. Diese Wahl blieb jedoch, weil Russland und Polen sich dagegen stellten, ohne Wirkung. Als dann auf dem Reichstag zu Grodno 1726 dekretiert wurde, dass Kurland nach dem Tode Ferdinands mit Polen vereinigt werden sollte, stimmte Russland dieser Einverleibung nicht zu.
Im Jahr 1731 ließ sich König August II. (der Starke) von Polen endlich dazu herbei, Ferdinand Kettler mit Kurland zu belehnen. Da dieser aber im Ausland bleiben wollte, änderte sich wenig. Ferdinand starb 1737, womit das herzogliche Haus Kettler erlosch. Herzogin Anna, die inzwischen als Zarin den russischen Thron bestiegen hatte, setzte daraufhin durch, dass die kurländischen Stände ihren Günstling Ernst Johann von Biron aus dem Hause Biron zum Herzog wählten. Dabei half ihr die Zustimmung Augusts III., der ihr die polnische Krone verdankte. Ernst blieb jedoch in Petersburg, wo er 1740 die Regentschaft für den minderjährigen Kaiser Iwan führte. Nach dem Tod seiner Beschützerin Anna im selben Jahr ließ ihn die Mutter Iwans, die zur Regentin erhobene Anna Leopoldowna, von General Münnich verhaften und verbannte ihn nach Sibirien. 1741 stürzte Elisabeth I. Iwan VI. Sie holte Ernst aus der Verbannung zurück, setzte ihn aber nicht wieder als Herzog ein.
Die kurländischen Stände wählten darauf 1758 den Prinzen Karl von Sachsen aus dem Hause Wettin zum Herzog, zu dessen Gunsten die Kaiserin allen Forderungen an Kurland entsagte. Nach der Thronbesteigung Peters III. erhielt indessen Ernst Johann von Biron seine Freiheit wieder. Peter starb nach nur wenigen Jahren auf dem Thron, woraufhin seine Witwe Katharina die Große ihm als Zarin folgte. Sie ließ eine Armee von 15.000 Mann in Kurland einrücken und setzte Ernst Johann 1763 wieder als Herzog von Kurland ein. Dass dieser Schritt unrechtmäßig war, räumte Katharina selbst ein, hielt ihn aber im Interesse Russlands für geboten. 1768 erhielt Kurland eine Verfassung, die die Mächte Nordeuropas garantierten, und die 1774 erneuert wurde. Ernst Johann von Biron gab 1769 die Regierung an seinen Sohn Peter von Biron ab und starb 1772.

### Ende des Herzogtums
Die Zerwürfnisse zwischen Adel und Bürgerstand sowie das Misstrauen gegen den Herzog waren in Kurland nicht zu beseitigen – abwechselnd suchte man bald in St. Petersburg, bald in Warschau Schutz. Nach der dritten Teilung Polens beschloss dann der kurländische Landtag, das Land Russland zu unterstellen. Dieser Beschluss wurde dem Herzog zur Bestätigung mitgeteilt und von diesem am 28. März 1795 in St. Petersburg, gegen eine Pension für sich und seine Töchter, in einer besonderen Abtretungsurkunde genehmigt. Auf diese Weise wurde Kurland eine russische Provinz (Gouvernement Kurland) und bildete neben dem damaligen Gouvernement Estland (dem heutigen Nordteil der Republik Estland) und Livland eines der drei Ostseegouvernements, die vom deutsch-baltischen Adel zunächst jeweils autonom verwaltet wurden.

### Versuche einer Erneuerung
Während des Russlandfeldzugs errichtete Napoleon ein kurzlebiges Herzogtum Kurland, Semgallen und Pilten.
Im Ersten Weltkrieg wurde 1918 erneut ein Herzogtum Kurland und Semgallen proklamiert, das aber noch im gleichen Jahr als Teil des Vereinigten Baltischen Herzogtums bezeichnet wurde. Es blieb bei reinen Willenskundgebungen, eigene Staatlichkeit wurde infolge der deutschen Kriegsniederlage nicht erreicht.

## Städte in Kurland und Semgallen
- Jelgava (Mitau)
- Liepāja (Libau)
- Ventspils (Windau)
- Grobiņa (Grobin)
- Aizpute (Hasenpoth)
- Kuldīga (Goldingen)
- Saldus (Frauenburg)
- Pāvilosta (Paulshafen)
- Tukums (Tuckum)
- Talsi (Talsen)

## Residenzen des Herzogtums

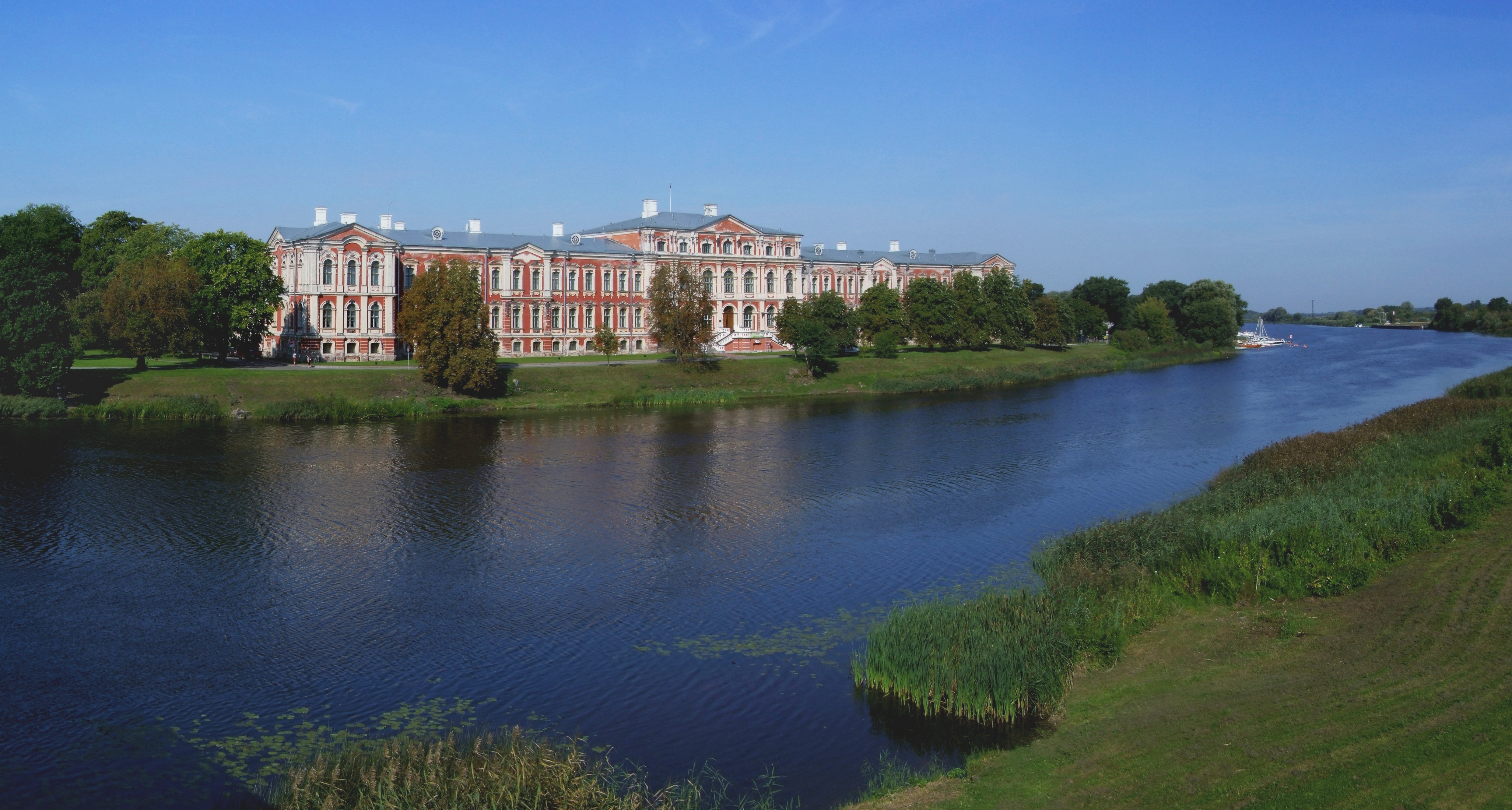
Residenzschloss Mitau (Jelgava), Semgallen (erbaut ab 1738)
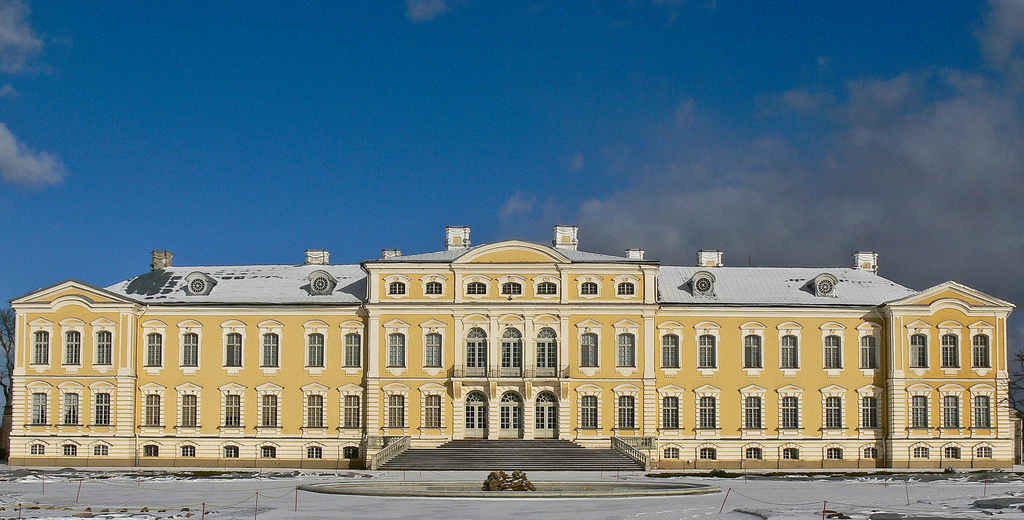
Sommerresidenz Ruhenthal (Rundāle), Semgallen (erbaut ab 1735)

## Herzöge von Kurland und Semgallen

### Haus Kettler
1561–1587 Gotthard
1587–1595 Friedrich
Teilung
1595–1616 und 1617–1618 Friedrich I. (in Semgallen)
1595–1616 Wilhelm (in Kurland)
Wiedervereinigung
1618–1642 Friedrich I.
1642–1681 Jakob (bereits seit 1638 Mitregent)
1681–1698 Friedrich Kasimir
1698–1711 Friedrich Wilhelm
1711–1730 Anna (Regentin)
1726–1729 Hermann Moritz (nur gewählt, trat die Regierung nie an)
1730–1737 Ferdinand

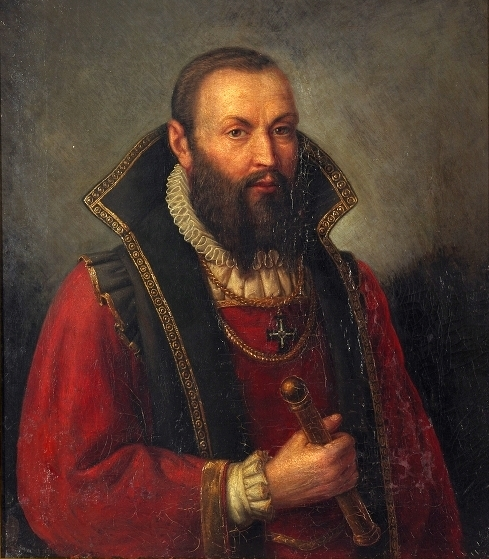
Gotthard Kettler (1517–1587), ab 1561 erster Herzog
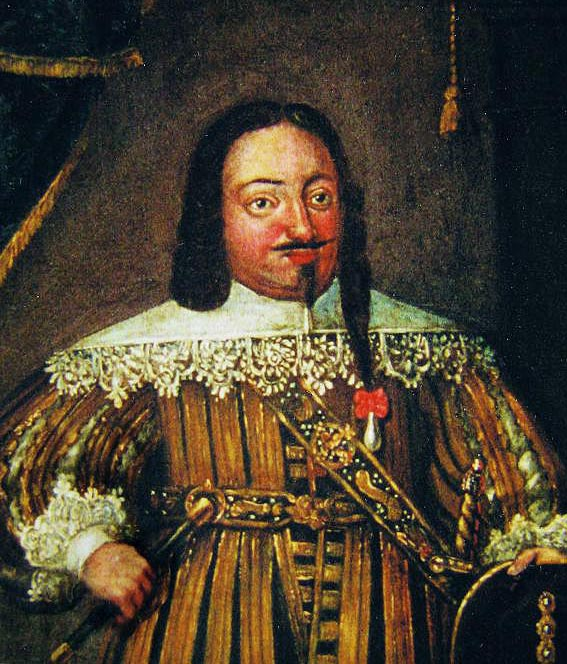
Friedrich Kettler (1569–1642)
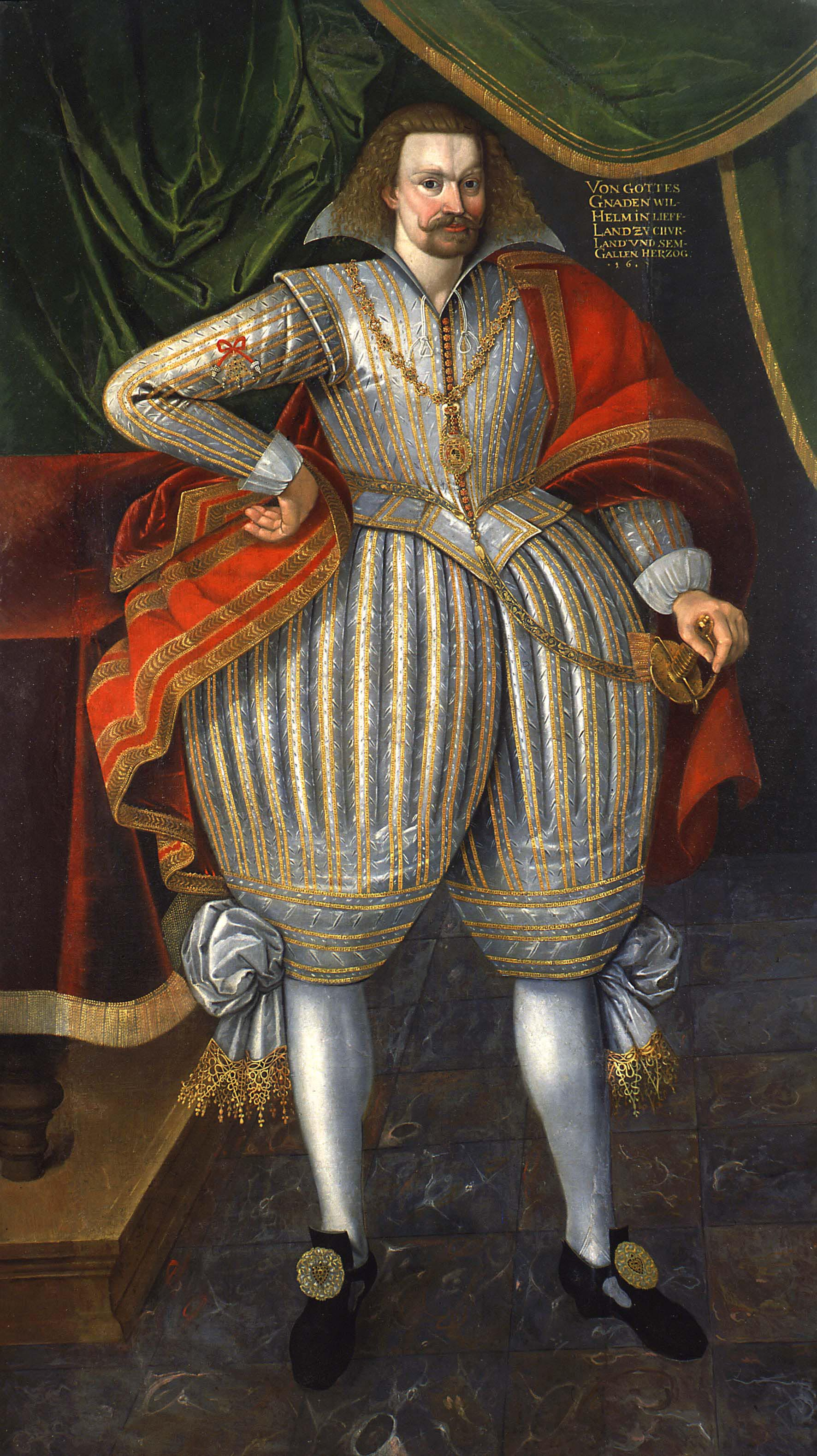
Wilhelm Kettler (1574–1640)
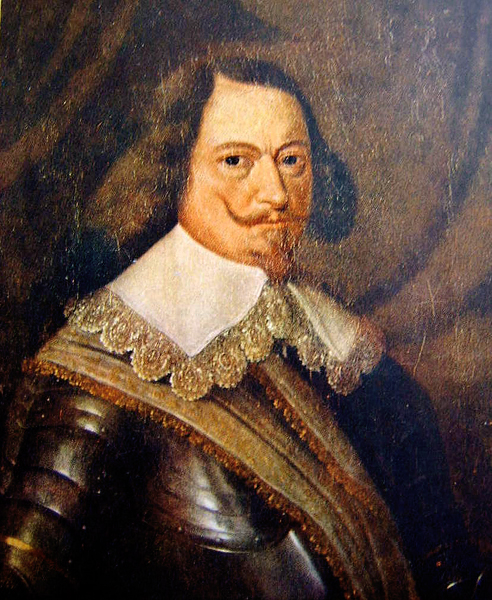
Jakob Kettler (1610–1682)
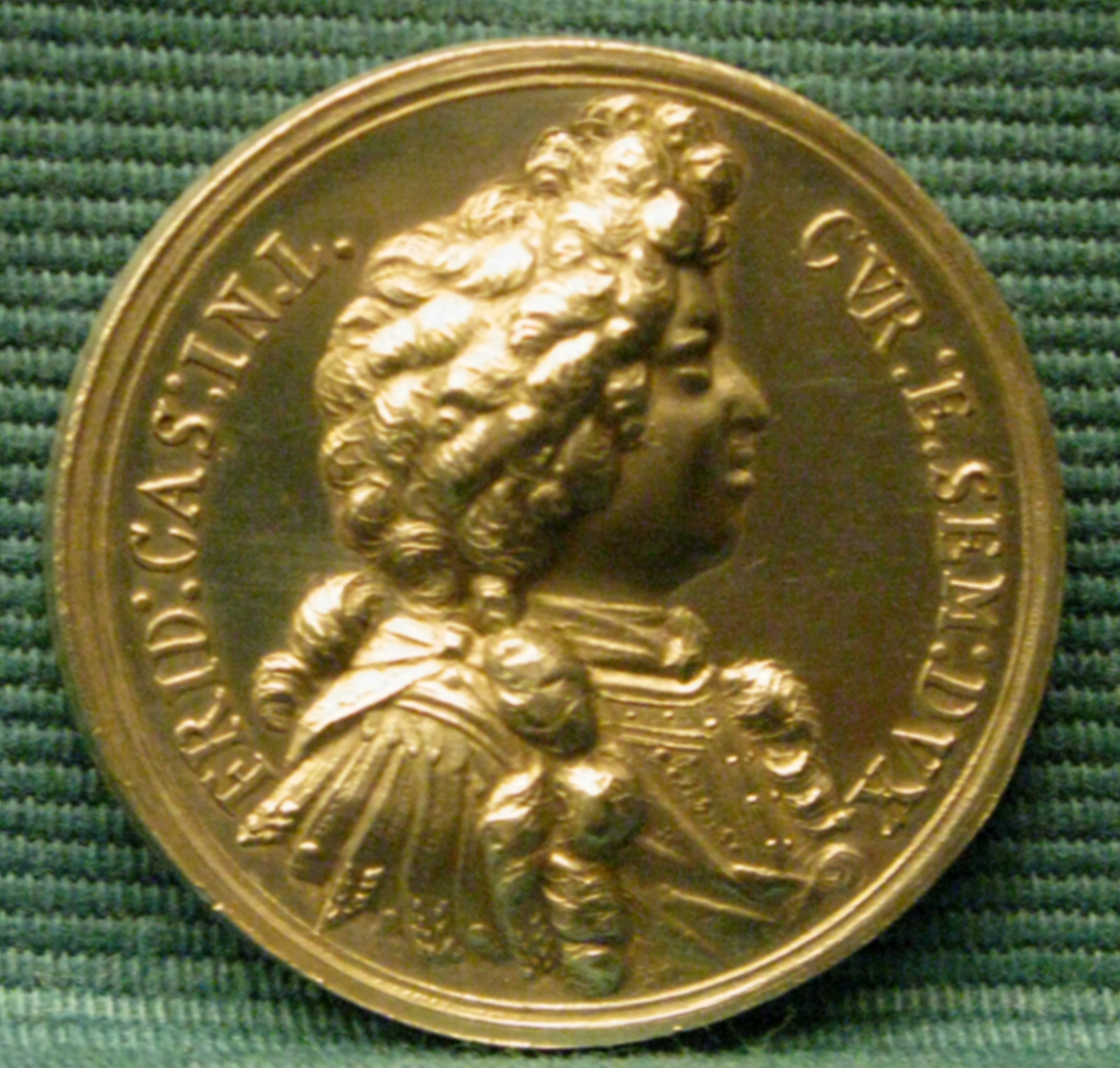
Friedrich Kasimir Kettler (1650–1698)
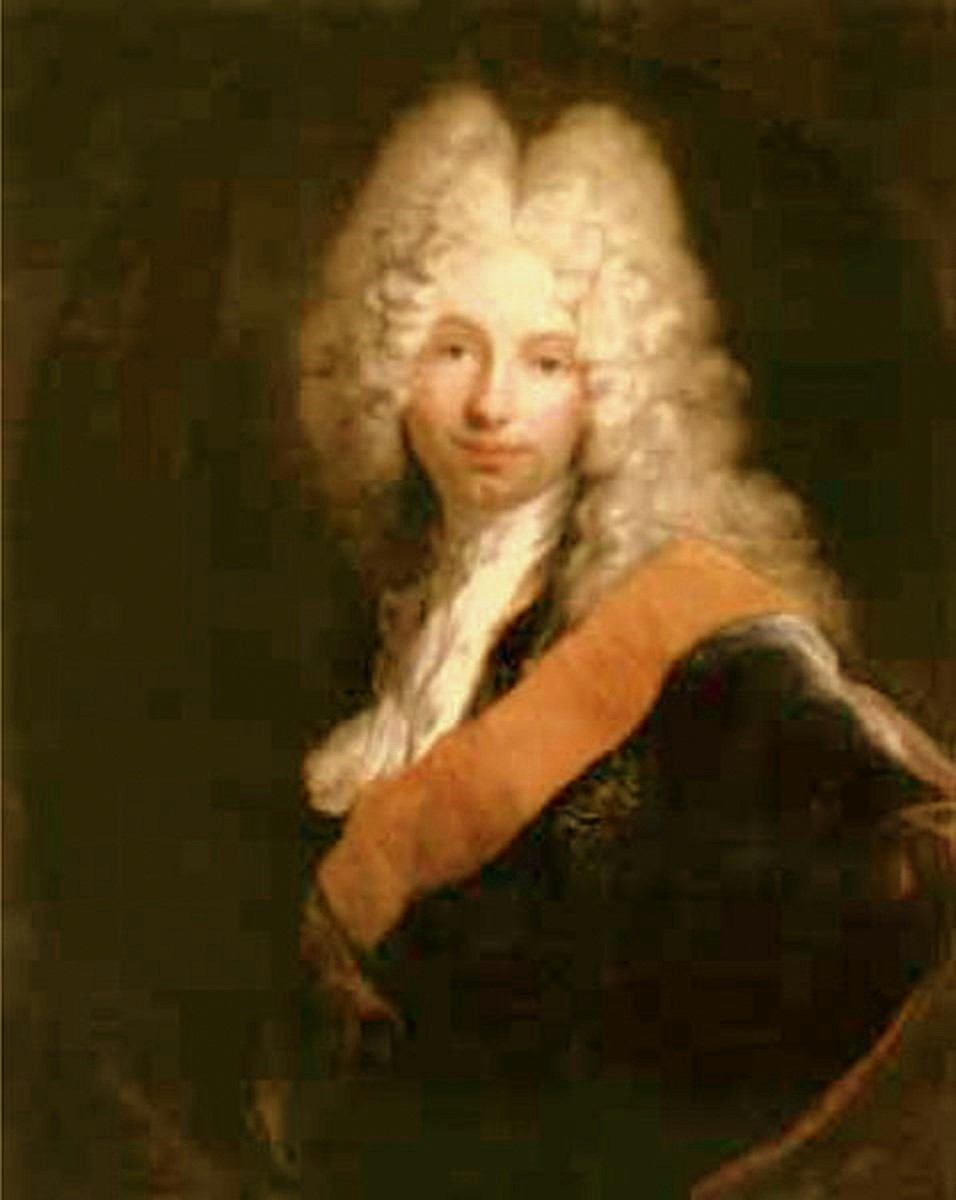
Friedrich Wilhelm Kettler (1692–1711)
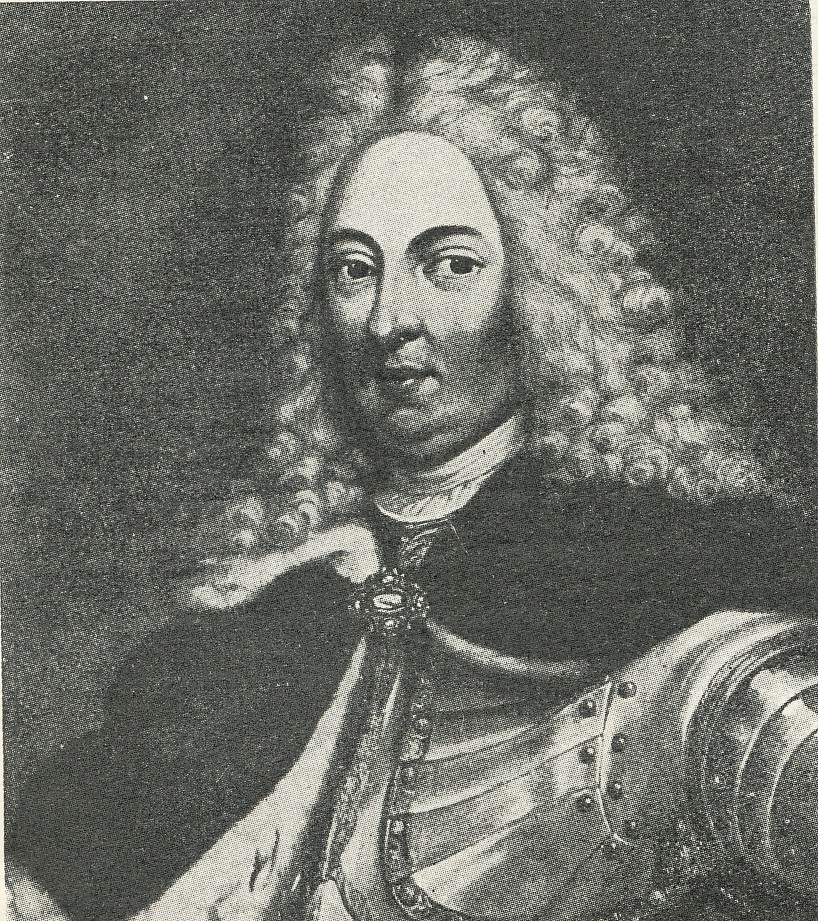
Ferdinand Kettler (1655–1737)

### Haus Biron und Haus Wettin
1737–1758 Ernst Johann von Biron
1758–1763 Intermezzo: Karl Christian von Sachsen (Haus Wettin)
1763–1769 Ernst Johann (erneut)
1769–1795 Peter von Biron

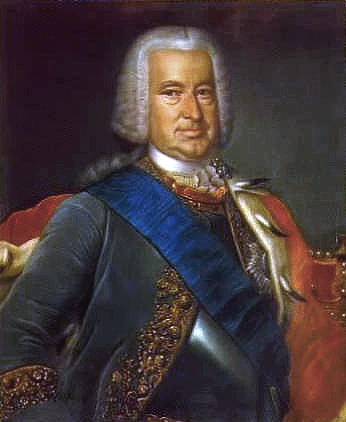
Ernst Johann von Biron (1690–1772)
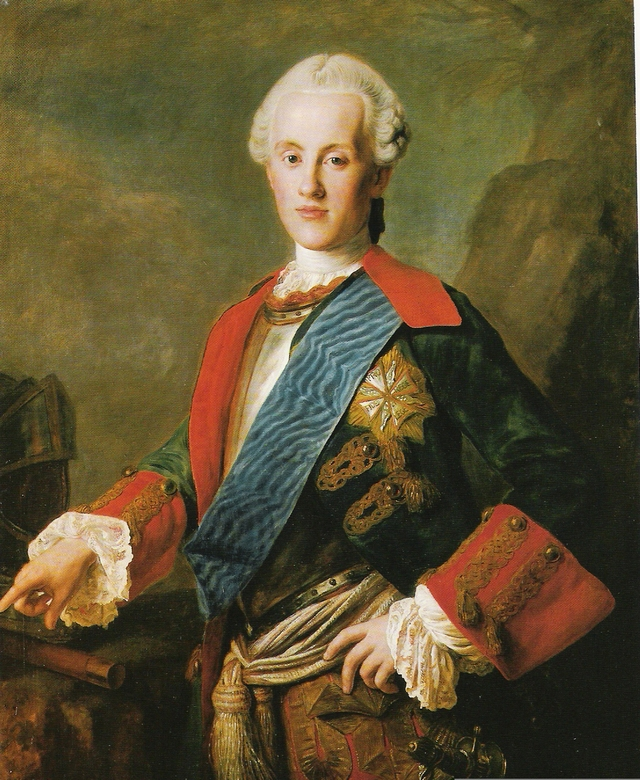
Karl Christian von Sachsen (1733–1796)
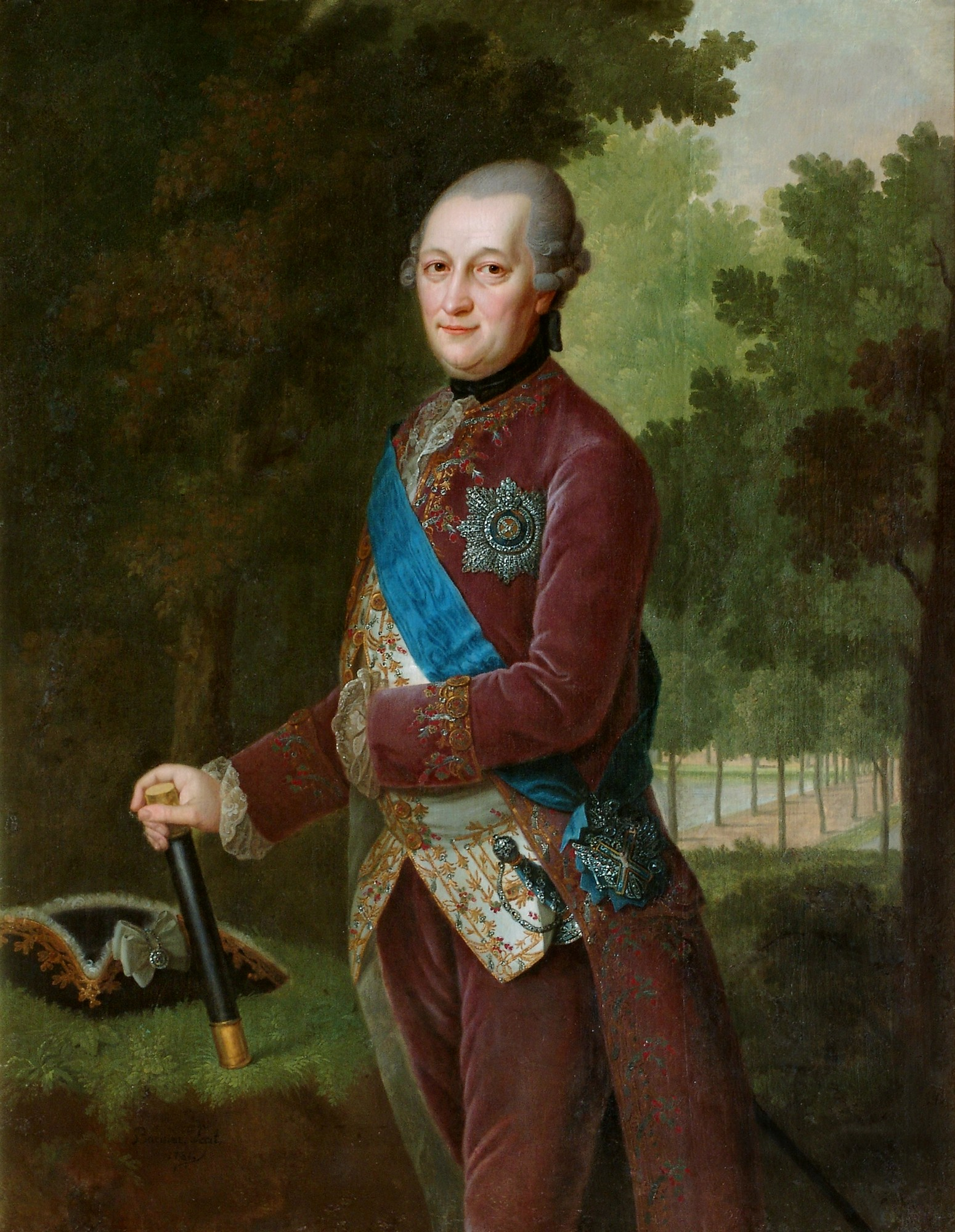
Peter von Biron (1724–1800)